# New Berlin (Wisconsin)
New Berlin és una població dels Estats Units a l'estat de Wisconsin. Segons el cens del 2000 tenia 38.220 habitants.

## Demografia
Segons el cens del 2000, New Berlin tenia 38.220 habitants, 14.495 habitatges, i 11.045 famílies. La densitat de població era de 400,6 habitants per km².
Dels 14.495 habitatges en un 34% hi vivien nens de menys de 18 anys, en un 68% hi vivien parelles casades, en un 5,7% dones solteres, i en un 23,8% no eren unitats familiars. En el 19% dels habitatges hi vivien persones soles el 7% de les quals corresponia a persones de 65 anys o més que vivien soles. El nombre mitjà de persones vivint en cada habitatge era de 2,62 i el nombre mitjà de persones que vivien en cada família era de 3,03.
Per edats la població es repartia de la següent manera: un 24,8% tenia menys de 18 anys, un 6,4% entre 18 i 24, un 29% entre 25 i 44, un 27,1% de 45 a 60 i un 12,7% 65 anys o més.
L'edat mediana era de 40 anys. Per cada 100 dones de 18 o més anys hi havia 95,4 homes.
La renda mediana per habitatge era de 67.576$ i la renda mediana per família de 75.565$. Els homes tenien una renda mediana de 50.405$ mentre que les dones 33.720$. La renda per capita de la població era de 29.789$. Aproximadament l'1,3% de les famílies i el 2% de la població estaven per davall del llindar de pobresa.

## Poblacions més properes
El següent diagrama mostra les poblacions més properes.